# Acanthophyes decens
Acanthophyes decens är en insektsart som beskrevs av Capener 1971. Acanthophyes decens ingår i släktet Acanthophyes och familjen hornstritar. Inga underarter finns listade i Catalogue of Life.